# Dänischenhagen
Dänischenhagen là một đô thị thuộc huyện Rendsburg-Eckernförde, bang Schleswig-Holstein..